# JSON-RPC
JSON-RPC é um protocolo de chamada de procedimento remoto codificado em JSON. É um protocolo muito simples — muito similar ao XML-RPC — que define apenas uns poucos tipos de dados e comandos. Em contraste ao XML-RPC ou ao SOAP, ele permite comunicação bidirecional entre o serviço e o cliente, como uma espécie de peer-to-peer, onde cada uma das pontas pode chamar a outra ou enviar notificações. Ele também permite o envio de múltiplas chamadas de uma ponta a outra que podem ser respondidas fora de ordem.
Uma comunicação JSON pode ser feita em uma requisição HTTP onde o conteúdo é do tipo application/json. Além de usar o HTTP para transporte, podem ser usados sockets TCP/IP. Usando sockets, podem ser criadas aplicações web mais responsivas com o JSON-RPC, em comparação com um simples tráfego de um serviço JSON-RPC sobre HTTP.